# Рік Рескорла
Киріл Річард «Рік» Рескорла (27 травня 1939, Корнуол, Велика Британія — 11 вересня 2001, Нью-Йорк, США) — офіцер армії США і співробітник позавідомчої охорони британського походження, відзначився тим, що врятував понад дві тисячі шістсот співробітників банку «Morgan Stanley» під час терористичної атаки на Всесвітній торговий центр 11 вересня 2001 року.

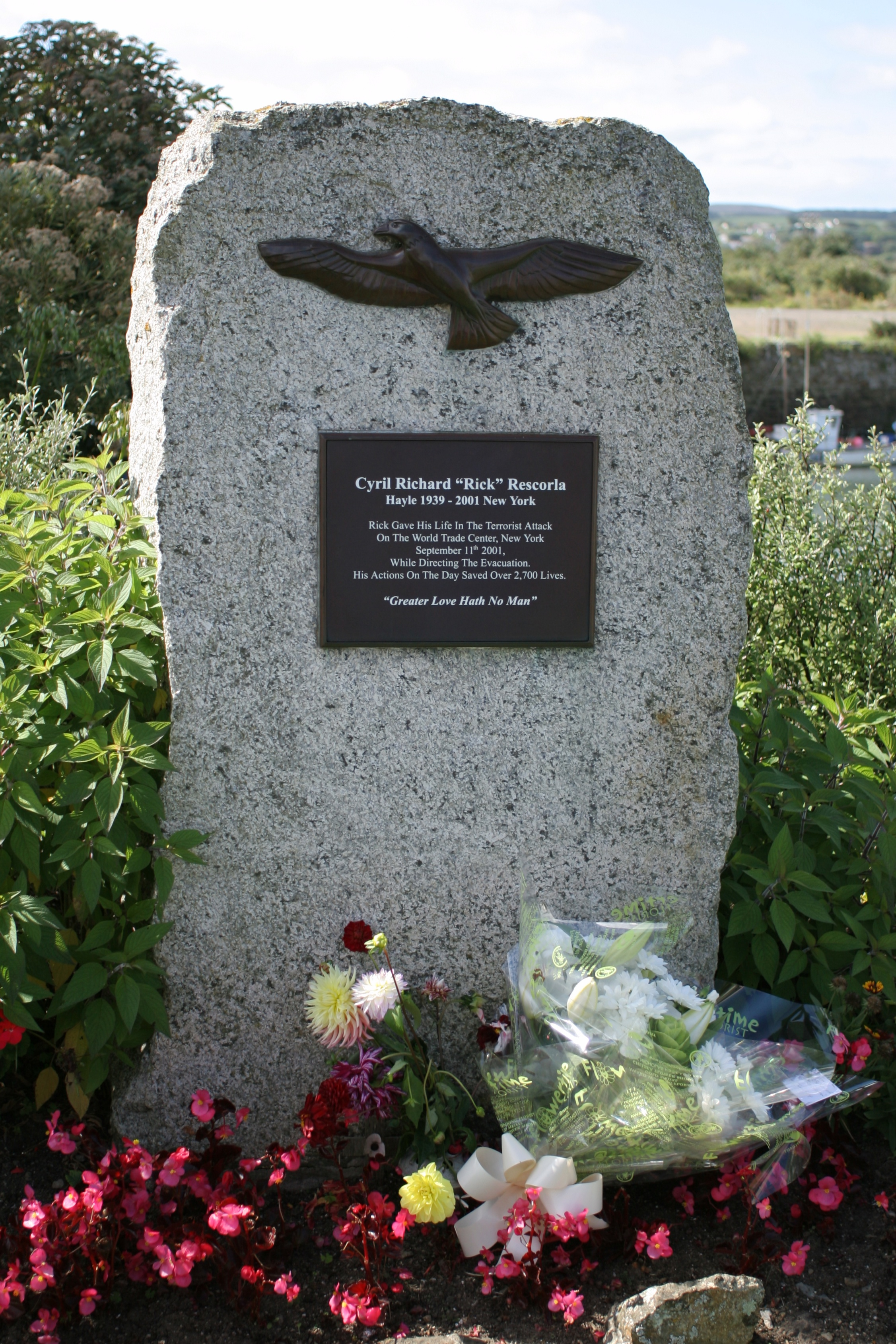
Меморіал Ріка Рескорли

Служив з відзнакою у військовій поліції Північної Родезії, брав участь у війні у В'єтнамі. За В'єтнам отримав нагороди США: Срібна Зірка, Бронзова Зірка з дубовим листям, Пурпурове Серце. Особливо відзначився в битві під Я Дранг, про що оповідається в книзі «Якось ми були солдати і юнаки» («We Were Soldiers once and Young») учасника цих подій Гарольда «Гела» Мура. Фотографія Рескорли була розміщена на обкладинці першого видання цієї книги, що стала бестселером в США.
Будучи досвідченим військовим, очолив відділ безпеки компанії в 1990-х роках і, передбачаючи напрям майбутніх терористичних загроз, розробив свій власний план евакуації з будівлі Центру, який дозволив за лічені хвилини вивести з башти 2687 співробітників корпорації. Загинув під час проведення рятувальної операції з Південної Вежі під час терористичного нападу 11 вересня 2001 року.